# 普拉克里特诸语言
普拉克里特诸语言（泰卢固语：prākrutam；卡纳达语：pagada ；泰米尔语：pāgadam; 𑀧𑀸𑀉𑀤, pāuda; pāua），或称为古印度土语，是对公元前3世纪到公元8世纪印度使用的一系列印度-雅利安语支语言中的土语的统称。“普拉克里特”一词通常指中古印度-雅利安语，不含早期的碑文和巴利语。
“普拉克里特”一词在梵语中原意是“天然的”，引申为“俗语”，与上流社会的梵语相对。普拉克里特诸语言一般认为是人们所用的（非正式）口语，梵语则是用于文学、政治与宗教目的的标准化（正式）语言。普拉克利特诸语言文献也与较高阶层的古典梵语同时使用（主要是沙门传统）。普拉克利特诸语言具体包括巴利语、摩揭陀俗语、马哈拉施特拉俗语（今日马拉地语、孔卡尼语、僧伽罗语和迪维西语的祖先）、索拉塞那语（旁遮普语的祖先）、阿波布兰沙语等等。
有些现代的语言学家将其归类到中古印度-雅利安语之下，并附注“Prakrits”。但被其他语言学家反对，他们强调这些语言的各自发展史，并将它们从梵语历史中分离。
在古印度，普拉克里特诸语言被认为是地位低的语言，而梵语则是高贵的。不过普拉克里特诸语言更能被普通百姓所接受。

## 词源
Monier Monier-Williams (1819–1899)的词典和其他现代学者对“普拉克里特”（Prakrit）一词的解释如下：一词最常见的含义是“原始、自然、正常”，来自“使任何事物的原始或自然形态或状态处于初始状态”。
然而，几乎所有本土语言学家都认为其来自吠陀梵语，而本身并不是梵语：
1. 据古普拉克利特语法书Prākrṭa Prakāśa（《普拉克利特语文法》），“Saṃskṛtam是prakṛti（源）-源于prakṛti的语言因此被称为prākṛtam。”
2. 10世纪古吉拉特耆那教语法学家金月（Hemacandra）在梵语和俗语的语法书中，将prākṛt的起源定义为sanskṛt：“prakṛtiḥ saṃskṛtam, tatrabhavaṃ tata āgataṃ vā prākṛtaṃ”[7][8][梵语是prakṛti（源）-Prākṛta之所以如此称呼，是因为它要么“源于”梵语，要么“来自”梵语。]
3. 另一位语法学家摩根德耶（Mārkaṇḍeya）在语法书Prākṛtasarvasva中说：“prakṛtiḥ saṃskṛtaṃ, tatrabhavaṃ prākṛtam ucyate”[梵语称作prakṛti（源），prākṛtam即源于此]。[8]
4. 檀尼迦（Dhanika）在《十色注》（Daśarūpakāvaloka）（解释印度戏剧10种类型的最重要著作之一）中说：“prakṛter āgataṃ prākṛtam, prakṛtiḥ saṃskṛtam’[从prakṛti（源）中产生prākṛtam，那prakṛti就是梵语][8]
5. Siṃhadevagaṇin对Vāgbhaṭālaṅkāra的注：“prakṛteḥ saṃskrtād āgataṃ prākṛtam”[从梵语（其是源，即Prakṛti）-来了Prākṛt][8]
6. Prākṛtacandrikā（Prākṛt语法）称：“prakṛtiḥ saṃskṛtaṃ, tatrabhavatvāt prākṛtaṃ smṛtam”[梵语是prakṛti，人们记得prākṛtam源于它（prakṛti）][8]
7. 那罗希摩（Narasiṃha）的Prākṛtaśabdapradīpikā称：“prakṛteḥ saṃskṛtāyāstu vikṛtiḥ prākṛtī matā“[对原始梵语的改变（vikṛti）-称作Prākṛt][8]
8. 拉克西米达拉（Lakṣmīdhara）的Ṣaḍbhāṣācandrikā与上述说法相同：“prakṛteḥ saṃskṛtāyāstu vikṛtiḥ prākṛtī matā”[对原始梵语的改变（vikṛti）-称作Prākṛt][8]
9. 婆薮提婆（Vāsudeva）在注释王顶（Rājaśekhara）的戏剧《Karpūramañjarī》的《Prākṛtasaṃjīvanī》中说：“prākṛtasya tu sarvameva saṃskṛtaṃ yoniḥ”[梵语是所有Prākṛt之母][8]
10. 那罗延（Nārāyaṇa）在注胜天（Jayadeva）《Gītāgovindam》的Rasika-sarvasva注中说：“saṃskṛtāt prākṛtam iṣṭaṃ tato 'pabhraṃśabhāṣaṇam’”[从梵语中衍生出适当的prākṛt，并由此衍生出腐败的言语，即apabhraṃśa][8]
11. 商羯罗（Śaṅkara）在注迦利陀娑《沙恭达罗》的Rasacandrikā中的说法与上述的略有不同：“saṃskṛtāt prākṛtam śreṣṭhaṃ tato 'pabhraṃśabhāṣaṇam”[从梵语中衍生出最好的prākṛt，之中又衍生出腐败的言语，即apabhraṃśa][8]

## 定义
现代学者使用“Prakrit”一词指代以下两个概念：
- 普拉克里特诸语言：一组密切相关的书面语
- 普拉克里特语：上述语言组中的一种，单独用作全部诗的主要语言

一些现代学者将所有中古印度-雅利安语都归入“普拉克利特语言”，而另一些学者则强调它们的独立演变，往往因种姓、宗教和地理的巨大差异与梵语相分割。
最广泛的定义是任何不是梵语的中古印度-雅利安语。美国学者Andrew Ollett指出，这一不尽人意的定义使“普拉克里特”成为古印度并未被时人如此称呼的语言的泛称，例如：
- 阿育王俗语：阿育王铭文所用的语言
- 稍后的铭文用语，一般称为“铭文俗语”
- 斯里兰卡所见铭文用语，一般称为“僧伽罗俗语”
- 巴利语，上座部佛教用语
- 佛教混合梵文
- 健驮逻语，从巴基斯坦西北部到新疆地区出土的桦树皮卷轴上的语言
- 卡纳达语–遮娄其碑文中将其描述为一种普拉克利特语

德国印度学家Richard Pischel、Oskar von Hinüber等学者认为，“普拉克里特”一词指专门用于文学创作的较小语言：
- 戏剧普拉克利特语
  - 这些语言仅在戏剧中作为辅助语言出现
  - 其名称显示了地域（如首罗犀那语、摩揭陀俗语等），不过这些称谓大多是名义上的
- 主要俗语
  - 这些语言被用作《七百咏》等文学经典的主要语言
  - 其中包括马哈拉施特拉俗语，檀丁《诗镜》称其盛行于马哈拉施特拉一带，《Ravana-vaho》或《Setubandha》等诗歌就是用这种语言创作的。

据梵语、普拉克利特语学者Sh. Shreyansh Kumar Jain Shastri与A. C. Woolner的说法，用于书写耆那教经文的半摩揭陀语（或仅是摩揭陀俗语）通常被认为是普拉克利特语的最初形式，其他形式是其变体。普拉克里特语法学家首先会给出半摩揭陀语的完整语法，再在此基础上定义其他语法。因此，教授普拉克利特语的课程通常会被视作教授半摩揭陀语。

## 语法
摩根德耶（Markandeya，16世纪末）等中世纪语法学家描述了高度系统化的普拉克利特语语法，但现存文献并不遵循之。例如，据毗湿瓦那塔（Vishvanatha，14世纪）所说，梵语戏剧应当在诗歌体台词中用马哈拉施特拉俗语，而在散文体台词中用首罗犀那俗语，但10世纪梵语戏剧家王舍迦罗（Rajashekhara）并不遵循这样的规则。摩根德耶及后来学者（如Sten Konow）都认为他著作中的俗语部分有问题，但不清楚毗湿瓦那塔阐述的规则在王舍迦罗时代是否存在。王舍迦罗本人将普拉克利特诸俗语想象成与梵语、阿波布兰沙语和毕舍遮语并列的一门语言。
德国印度学家Theodor Bloch (1894)认为中世纪语法学家不可靠，没有资格描述在他们之前几百年创作的文本的语言。Sten Konow、Richard Pischel、Alfred Hillebrandt等人则持反对意见。这些语法学家们尝试归纳的可能只是普拉克里特语最早期的经典文学形式，如《七百咏》。另一种解释是，现存的普拉克利特手稿大多是14~18世纪间以不同文字书写的，存在抄写错误。当今流传的文献中存在的诸多不准确和费解之处似乎表明，在此时期负责抄写早期手稿的抄写员对原语言并不精通。
此外，与梵语等古语言类似，普拉克利特语言也是在语法研究出现之前很久就被使用和书写的。《吠陀》不遵循帕尼尼的梵语语法，而后者是现今所有梵语语法的基础；同样，《阿含经》等文本也不遵循现代普拉克利特语语法。
Vararuchi所著《Prakrita Prakasha》总结了各种普拉克利特语言。

## 普遍性
普拉克利特语文学在南亚之外也广泛流传，柬埔寨和爪哇也分布有这种语言。
普拉克里特语常被错误认为是普通人所用的语言，因为它异于古印度文学的主要语言——梵语。George Abraham Grierson、Richard Pischel等现代学者认为，普拉克里特文学不能代表古印度实际的白话。Uddyotana的《Kuvalaya-mala》（779）中有一个市场场景，叙述者用18种不同语言说了几句话，其中一些与现代语言相似，但没有一种与作者认定为“普拉克里特语”并在全部行文中所用的语言相同。

## 文学

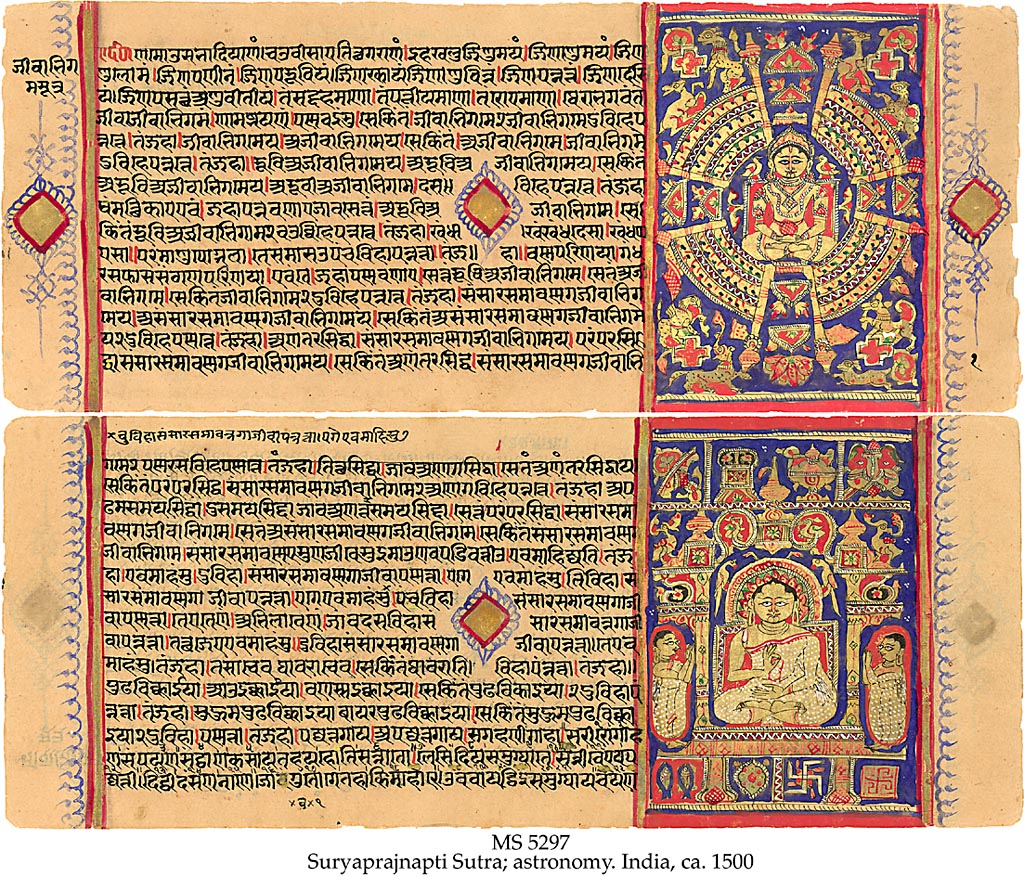
《素里扬假经》（Sūryaprajñaptisūtra）是一部用耆那教普拉克利特语（天城文）所写的天文著作（约1500）

普拉克里特文学是印度古典文化的主要文学之一。檀丁《诗镜》（约700）提到了4种文学语言：梵语、普拉克里特语、阿波布兰沙语以及混合语。波阇的《娑罗室伐底-Kanthabharana》（11世纪）将普拉克里特语列为少数几种适合文学创作的语言之一。米尔扎·汗的《印度之礼》(1676)称普拉克里特语为梵语和土语的混合体，并补充说普拉克里特语“主要用于赞美君臣与酋长”。
在第一千纪的大部分时间里，普拉克里特书面语都是印度浪漫主义作品的首选语言。梵语在文学方面占主导地位，使普拉克里特语作为系统知识语言受到限制，但仍有关于语法、词汇学、度量衡、炼金术、医学、占卜和宝石学等内容的普拉克里特语文本存在。此外，耆那教徒还使用普拉克里特语创作宗教文学作品，包括对耆那教文献的注释、耆那教人物的故事、赞美诗和教义阐述等。普拉克里特语也是一些湿婆教密宗和毗湿奴派赞美诗的语言。
普拉克里特语不仅是一些文本的主要语言，还是梵剧中下层男子和大多数妇女的语言。美国学者Andrew Ollett将梵语大诗（Kāvya）的起源追溯到普拉克里特诗。

## 普拉克里特语列表
现代被称为“普拉克里特语”的语言有以下几种：
- 阿波布兰沙语
- 半摩揭陀语
- 僧伽罗普拉克里特语
- 健驮逻语
- 迦摩缕波语
- 摩揭陀语
- 马哈拉施特拉语
- 毕舍遮语
- 巴利语
- 首罗犀那语
- 卡斯普拉克里特语

在古代，并非所有上述语言都被称为“普拉克里特语”。

### 戏剧普拉克里特语
戏剧普拉克里特语是在戏剧和其他文学作品中使用的语言。普拉克里特语对白会配上梵语翻译。
“戏剧普拉克里特语”中最重要的有3种：首罗犀那语、摩揭陀语和马哈拉施特拉语。不过，还有许多不常见的普拉克里特语，如Prachya、波力迦语、Dakshinatya、Shakari、Chandali、Shabari、Abhiri、Dramili、奥里亚语，等等。它们在戏剧中的使用有严格的结构，例如Dramili是“林中人”的语言，首罗犀那语是“女主角及闺蜜”的语言，Avanti是“骗子与流氓”的语言，等等。马哈拉施特拉语和首罗犀那语更常见，广泛用于文学作品中。

### 耆那语
19–20世纪的Hermann Jacobi、Ernst Leumann等欧洲学者区分了耆那教与非耆那教所用的普拉克利特语。Jacobi用“耆那（马哈拉施特拉/普拉克里特）语”称呼相对较晚、受梵语影响相对较大的叙事用语，与早期的宫廷诗区分。后来的学者使用“耆那语”称耆那教文本所用的任意普拉克里特语，包括早期经文（如Tarangavati和印度婆薮提婆）。然而，耆那教文本并不一定只属于耆那教的历史，也没有显示出因信仰产生的任何特定文学特征。因此，耆那语和非耆那语两分的观点已不再站得住脚。

## 地位
在孔雀王朝时期，各种普拉克里特语都享有皇室语言的地位，阿育王的母语就是其中之一。
据传，古典印度的普拉克利特语的社会地位低于梵语。在梵剧中，例如迦梨陀娑《沙恭达罗》，主角通常说梵语，配角和大多数女性角色则主要说普拉克里特语。
虽然普拉克里特语最初被视为“低级”的语言形式，但它们使梵语更容易被普通人使用，梵语也在影响普拉克里特语，使得普拉克里特语的文化声望逐渐提高。
米尔扎·汗的《印度之礼》(1676)将普拉克里特语描述为“低等人中的低等人”的语言，称其为Patal-bani（地下语言）或Nag-bani（蛇语）。
现代学者中，普拉克里特文学所受的关注不如梵语。近代流传下来的普拉克里特语文本很少，出版或引起学术关注的就更少了。印度政府没有将普拉克里特语设为古典语言，虽然最早的普拉克利特语文本币大多数古典语言还早。它被忽视的原因之一是它与地区、民族或宗教身份无关。

### 书目
- Alfred C. Woolner.  2 (reprint). Delhi: Motilal Banarsidass. 1928  [17 March 2011]. ISBN 978-81-208-0189-9.
- Andrew Ollett. . University of California Press. 2017. ISBN 978-0-520-29622-0.
- Madhav Deshpande. . Motilal Banarsidass. 1993. ISBN 978-81-208-1136-2.
- Richard G. Salomon. . Peter T. Daniels; William Bright  (编). . Oxford University Press. 1996. ISBN 978-0-19-507993-7.
- Satya Ranjan Banerjee. . Vidyasagar Pustak Mandir. 1977.
- Muni Pranamyasagar. . Vaishali: Prakrit Jainology and Ahimsa Research Institute. 2013. ISBN 978-93-81403-10-5.
[查证请求]
- Muni Pranamyasagar.  (PDF). Rewari, Haryana. 2017  [2023-11-11]. （原始内容 (PDF)存档于2022-02-22）.

## 阅读更多
- Richard Pischel. . 由Subhadra Jha翻译. Motilal Banarsidass. 1999. ISBN 9788120816800.